# Agathe Sophie Sassernò

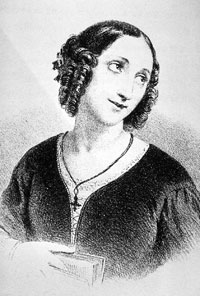
Agathe Sophie Sassernò, Porträt von Jean-Baptiste Biscarra

Agathe Sophie Sassernò (geboren am 3. Oktober 1810 in Nizza; gestorben am 6. Juni 1860 ebenda) war eine französische Lyrikerin der Romantik.

## Leben
Agathe Sophie Sassernò wurde 1810 als Tochter von Oberstleutnant Louis Sasserno (einem Adjutanten von André Masséna) und Marie-Sibille Chartroux geboren. Sie ist eine Cousine des Malers Jean-Baptiste Biscarra. Mit vierzehn schrieb sie ihr erstes Gedicht für ihren Vater, das viel Anklang fand und sie motivierte, sich weiter mit Gedichten zu beschäftigen. Sie blieb ledig und widmete ihr ganzes Leben der Poesie.
Obwohl sie auf Französisch schrieb, sah sie sich selbst als Italienerin. So widmete sie ihr 1838 fertig gestelltes Werk Les Sylphides dem König von Sardinien Karl Albert. In der Folge schrieb sie 1846 Ore meste, chants sur l’Italie (Traurige Stunden, Lieder über Italien) und 1854 veröffentlichte sie die Gedichtsammlung Poésies françaises d’une Italienne (Französische Poesien einer Italienerin). Der Kritiker Charles-Augustin Sainte-Beuve verfasste ein Vorwort zu diesem Band. Die Einigung Italiens im Zuge des Risorgimento begeisterte sie. In Gloire et aventure – chants de guerre de l’indépendance italienne (Ruhm und Abenteuer: Kriegslieder der italienischen Unabhängigkeit) beschwört sie 1852 Anita Garibaldi.
Ihre Verbundenheit mit Nizza, das sie „[ihre] Heimat“ nennt, ist ebenfalls ein wiederkehrendes Thema ihrer Gedichte. So schrieb sie 1858 in dem Nizza benannten Gedicht: „O Nice o mon pays Nice o doux sol natal, o ma Nice si belle“ (Oh Nizza, mein Land, o süßer Boden der Heimat). In Pleurs et sourires (Tränen und Seufzer) von 1856 sind sechs Gedichte Nizza gewidmet. Im Gedicht Physionomies nationales werden regionale Trachten beschrieben, davon zwei aus dem Pays niçois. In À Catherine Ségurane feiert sie den Heldenmut Catherine Séguranes, einer Waschfrau aus Nizza. 
Im Verlauf ihres Lebens hielt sie Korrespondenz mit mehreren französischen Schriftstellern, darunter Alphonse de Lamartine, Alexandre Dumas, Victor Hugo und Chateaubriand. Sie war korrespondierendes Mitglied der Académie des Sciences, Belles-Lettres et Arts de Lyon.
Bestattet wurde sie auf dem Friedhof des Château de Nice. In Nizza tragen ein Platz und eine Privatschule ihren Namen.

## Werke
- Les Sylphides. Chants D'une Jeune Fille Dédiés A Sa Majesté le Roi Charles Albert. Suchet Fils, Nizza 1838 (google.de).
- Haute Combes. 1844.
- Ore Meste. Chants sur l'Italie et poésies intimes et religieuses. Fontana, Turin 1846 (hathitrust.org).
- Gloire et aventure. Chants de guerre de l'indépendance italienne, et poésies nouvelles. Turin 1852.
- Poésies françaises d'une Italienne. Charpentier, Paris 1854.
- Pleurs et sourires. Étrenne poétique dédiée aux dames piémontaises. Pomba, Turin 1856.

## Sekundärliteratur
- Giovanni G. Amoretti: Una poetessa romantica tra Francia e Italia: Agathe Sophie Sassernò. In: Servants. Revue suisse des littératures romanes. Band 31, 1997, ISSN 0256-9645, S. 45–64 (e-periodica.ch).
- Maurice Derot: Agathe-Sophie Sasserno 'la Sapho niçoise'. In: Nice historique. Band 83, 1980, S. 3–12 (nicehistorique.org).
- Charles-Alexandre Fighiera, E. Hildesheimer: À propos d'Agathe-Sophie Sasserno. In: Nice historique. Band 83, 1980, S. 10–12 (nicehistorique.org).